# Susanne Aschhoff
Susanne Aschhoff (* 21. Juli 1971 in Nürnberg) ist eine deutsche Politikerin (Bündnis 90/Die Grünen). Seit 2021 ist sie Abgeordnete im Landtag von Baden-Württemberg.

## Leben und Politik
Aschhoff ist in Nürnberg geboren und aufgewachsen. Dort machte sie 1990 ihr Abitur am Willstätter-Gymnasium. Nach einem einjährigen Praktikum in einer Tierarztpraxis in Köln studierte sie von 1991 bis 1996 an der tierärztlichen Fakultät der Ludwig-Maximilians-Universität München im Fach Veterinärmedizin und promovierte 1998 zum Dr. med. vet. Von 1997 bis 2001 war Aschhoff wissenschaftliche Mitarbeiterin am Walther-Straub-Institut für Pharmakologie und Toxikologie der medizinischen Fakultät der Ludwig-Maximilians-Universität München. Danach war sie bis 2004 in Mannheim Assistenzärztin in einer Kleintierklinik in Mannheim und betreibt seitdem als Tierärztin im Mannheimer Stadtteil Schönau zusammen mit ihrem Lebensgefährten eine Gemeinschaftspraxis.
2009 wurde Aschhoff in Schönau Bezirksbeirätin. In demselben Jahr wurde sie Mitglied bei Bündnis 90/Die Grünen und übernahm 2010 im Mannheimer Ortsverband Nord das Amt der Sprecherin. Von 2011 bis 2013 gehörte sie bei den Grünen in Mannheim dem Kreisvorstand an. Bei der Landtagswahl in Baden-Württemberg 2021 gewann Aschhoff im Wahlkreis Mannheim I mit 27,8 Prozent das Direktmandat. Den Wahlkreis hatte 2016 überraschend die AfD gewonnen. Im Landtag ist Aschhoff stellvertretende Arbeitskreis (AK) -Vorsitzende für Wissenschaft, Forschung und Kunst und AK-Mitglied im Bereich Kultus, Jugend und Sport.
Bei der Landtagswahl 2026 tritt sie nicht erneut an.

## Privates
Susanne Aschhoff hat zwei Kinder und lebt in Mannheim.